# Bruno Cenghialta
Bruno Cenghialta (* 5. Dezember 1962 in Montecchio Maggiore) ist ein ehemaliger italienischer Radrennfahrer und späterer Team-Manager.

## Sportliche Laufbahn
Bruno Cenghialta war von 1986 bis 1998 im internationalen Straßenradsport aktiv. 1988 gewann er die Gesamtwertung des Hofbräu Cups und beim Giro del Veneto Platz zwei. 1989 gehörte er zum Team Ariostea, das beim Giro d’Italia das Mannschaftszeitfahren gewann. 1991 entschied Cenghialta eine Etappe der Tour de France mit 20 Sekunden Vorsprung auf Jean-Claude Colotti für sich und war ebenfalls am Sieger beim Mannschaftszeitfahren beteiligt. 1994 war er der Sieger der  Coppa Bernocchi. 1995 fuhr er für das Team Gewiss, als es das Mannschaftszeitfahren der Tour de France gewann.
Insgesamt startete Cenghialta bei 18 großen Landesrundfahrten; seine beste Platzierung war Rang elf der Gesamtwertung des Giro d’Italia 1995.

## Berufliches
1998 traf Bruno Cenghialta vom aktiven Radsport zurück und wurde zunächst Teammanager bei Amica Chips. Weitere Stationen waren die Teams von Alessio-Bianchi, Fassa Bortolo, Acqua & Sapone, Tinkoff-Saxo und Astana.

## Erfolge
1988
- Gesamtwertung und eine Etappe Schwaben Bräu Cup

1989
- Mannschaftszeitfahren Giro d’Italia

1991
- eine Etappe und Mannschaftszeitfahren Tour de France

1994
- Coppa Bernocchi

1995
- Mannschaftszeitfahren Tour de France

## Grand-Tours-Platzierungen
| Grand Tour         | 1986 | 1987 | 1988 | 1989 | 1990 | 1991 | 1992 | 1993 | 1994 | 1995 | 1996 | 1997 | 1998 |
| ------------------ | ---- | ---- | ---- | ---- | ---- | ---- | ---- | ---- | ---- | ---- | ---- | ---- | ---- |
| Giro d’ItaliaGiro  | 54   | 84   | –    | 79   | –    | –    | –    | –    | –    | 11   | 18   | 40   | 57   |
| Tour de FranceTour | –    | –    | –    | –    | 102  | 56   | DNF  | 38   | 25   | 15   | 56   | 112  | –    |